# Jean Kent
Jean Kent (Brixton, del Gran Londres, 29 de junio de 1921 - Bury St. Edmunds, de St. Edmundsbury, en Suffolk, 30 de noviembre del 2013) fue una actriz de cine y televisión británica.

## Biografía
Nacida como Joan Mildred Summerfield en Brixton, Londres, la única hija de Norman Field y Nina Norre, comenzó su carrera teatral en 1931 como bailarina. Ella usó el nombre artístico de 'Jean Carr' cuando apareció como corista en el Teatro Windmill en Londres. Firmó para Gainsborough Pictures durante la Segunda Guerra Mundial. El punto de inflexión en su carrera llegó cuando se le dio un papel dramático en 1945 en la película Fanny by Gaslight. Apareció en varias películas británicas durante los años 1940 y 1950 antes de volver a la televisión.

## Filmografía
- Who's Your Father (1935)
- It's That Man Again (1943)
- Miss London Ltd. (1943)
- Warn That Man (1943)
- Soldier, Sailor (1944)
- Two Thousand Women (1944)
- Bees in Paradise (1944)
- Champagne Charlie (1944)
- Fanny by Gaslight (1945)
- Madonna of the Seven Moons (1945)
- The Wicked Lady (1945)
- The Rake's Progress (1945)
- Waterloo Road (1945)
- Caravan (1946)
- The Magic Bow (1946)
- Carnival (1946)
- The Man Within (1947)
- The Loves of Joanna Godden (1947)
- Just for Fun (1947, TV film)
- Good-Time Girl (1948)
- Bond Street (1948)
- Sleeping Car to Trieste (1948)
- Trottie True (1949)
- Her Favourite Husband (1950)
- The Woman in Question (1950)
- The Reluctant Widow (1950)
- La versión Browning (The Browning Version) (1951)
- The Lost Hours (1952)
- Before I Wake (1954)
- The Prince and the Showgirl (1957)
- Bonjour Tristesse (1958)
- The Haunted Strangler (1958)
- Please Turn Over (1959)
- Web of Evidence (1959)
- Shout at the Devil (1976)
- Missing Persons (1990, TV film)

## Clasificación Taquilla
Desde hace varios años, los expositores del cine británico votaron entre los diez mejores estrellas británicas en la taquilla a través de una encuesta anual en el Motion Picture Herald.
- 1950 - 9.º[2]
- 1951- 8.º[3]